# Pangio fusca
Pangio fusca är en fiskart som först beskrevs av Blyth, 1860.  Pangio fusca ingår i släktet Pangio och familjen nissögefiskar. IUCN kategoriserar arten globalt som otillräckligt studerad. Inga underarter finns listade i Catalogue of Life.